# Giuseppe Pisani
Giuseppe Pisani, né en 1757 à Carrare et mort le 27 décembre 1839 à Modène, est un sculpteur néoclassique italien des XVIIIe et XIXe siècles.

## Biographie
Alors que son passé est peu connu, on sait qu'il a étudié à l'Académie des beaux-arts de Florence et qu'il a ensuite emménagé à Rome pour y travailler. Il s'installe ensuite à Vienne, où il sculptera deux bustes aujourd'hui exposés au Musée d'histoire militaire de Vienne. Il retourne finalement s'installer à Modène pour occuper la fonction de sculpteur de la cour du roi François V de Modène qui le nommera par la suite Primo Scultore en 1814. Il devint directeur en 1821 de l'Académie des Beaux-Arts de Modène (it).

## Œuvres
Liste non exhaustive de ses sculptures: 
- Buste d'un faune, 1796, marbre de Carrare, 43×24 cm, Galerie Trinity Fine Art à Londres ;
- Tombe d'Hercule III de Modène, Duché de Modène et Reggio, 1808, Cathédrale de Modène ;
- Buste de François Ier d'Autriche, avant 1814, marbre de Carrare, 57×20×22 cm, Musée d'histoire militaire de Vienne ;
- Buste de Charles-Louis d'Autriche-Teschen, avant 1814, marbre de Carrare, 49×18.5×21 cm, Musée d'histoire militaire de Vienne ;
- Tombe de Charles Ambroise d'Autriche-Este, Archidiocèse d'Esztergom-Budapest, 1826, Cathédrale Saint-Adalbert d'Esztergom ;
- Buste de François IV de Modène, Duché de Modène et Reggio, Date inconnue, Académie des Beaux-Arts de Modène.

## Crédit d'auteurs
- (it) Cet article est partiellement ou en totalité issu de l’article de Wikipédia en italien intitulé « Giuseppe Pisani (scultore) » (voir la liste des auteurs).